# Regne de Jaffna
El regne de Jaffna (en tàmil ஆரியச்சக்கரவர்த்தி அரசு, 1215-1619), també conegut com a Regne de Aryacakravarti, va ser un estat que va ocupar part de Sri Lanka i la capital de la qual va ser la ciutat de Jaffna, en la península homònima situada al nord de l'illa. El regne es va fundar després de la invasió de la regió per Kalinga Maga, que era oriünd de Kalinga, en l'Índia. Dominava al començament el nord, nord-oest i oest de l'illa i el 1258 va esdevenir tributari de l'Imperi Pandya, situat en l'actual Índia meridional. Va obtenir la independència el 1323, gràcies al debilitament del domini de Pandya i després de la derrota i expulsió de l'últim governador per Malik Kafur, general de l'exèrcit del Sultanat de Delhi. Durant un breu període en la primera meitat del segle xiv, el regne es va tornar l'entitat política dominant a l'illa, quan tots els altres regnes de la regió van acceptar sotmetre-se-li. No obstant això, en 1450 Jaffna va quedar dominada pel rival regne de Kotte, a conseqüència de la invasió d'un exèrcit tamil acabdillat per Chempaha Perumal, al servei de Kotte.
El regne es va sacsejar el domini de Kotte el 1467. Els monarques posteriors van concentrar els seus esforços en el desenvolupament del potencial econòmic de la regió, mitjançant l'exportació de perles i elefants i l'augment del rendiment de les terres. Durant aquesta època d'estabilitat, es van produir diverses de les més importants obres de literatura en llengua tàmil de la regió i es van construir diversos temples i edificis hindús, entre ells una acadèmia de lletres.
L'arribada de les forces colonials portugueses a l'illa de Sri Lanka el 1505 va originar diversos problemes polítics; especialment greu va ser la seva conquesta de l'estratègic estret de Palk, que permetia la comunicació de tots els regnes de l'illa amb l'Índia meridional. Al principi, molts dels regnes de la regió es van enfrontar als colons portuguesos, encara que amb el temps la regió va acabar pacificada. En 1617, Cankili II, un usurpador, va escometre a les forces portugueses; la seva derrota va precipitar la fi de la independència del regne el 1619, conseqüència de la conquesta portuguesa. Encara que posteriorment alguns rebels com Migapulle Arachchi van intentar recuperar la possessió del regne, les rebel·lions van ser successivament aixafades.

## Història

### Fundació
L'origen del regne de Jaffna és obscur i encara controvertit per als historiadors. La teoria més compartida pels principals experts és la que afirma que el regnat de la dinastia Aryacakravarti a Jaffna va començar el 1215, amb la invasió del territori per un cacic anomenat Kalinga Maga, fins llavors desconegut, que al·legava provenir de Kalinga, en l'actual Índia. Amb el suport dels seus soldats i de mercenaris de les regions índies de Kalinga i Damila, Maga va deposar Parakrama Pandya II, un estranger de la dinastia Pandya que governava en l'època el regne de Polonnaruva.

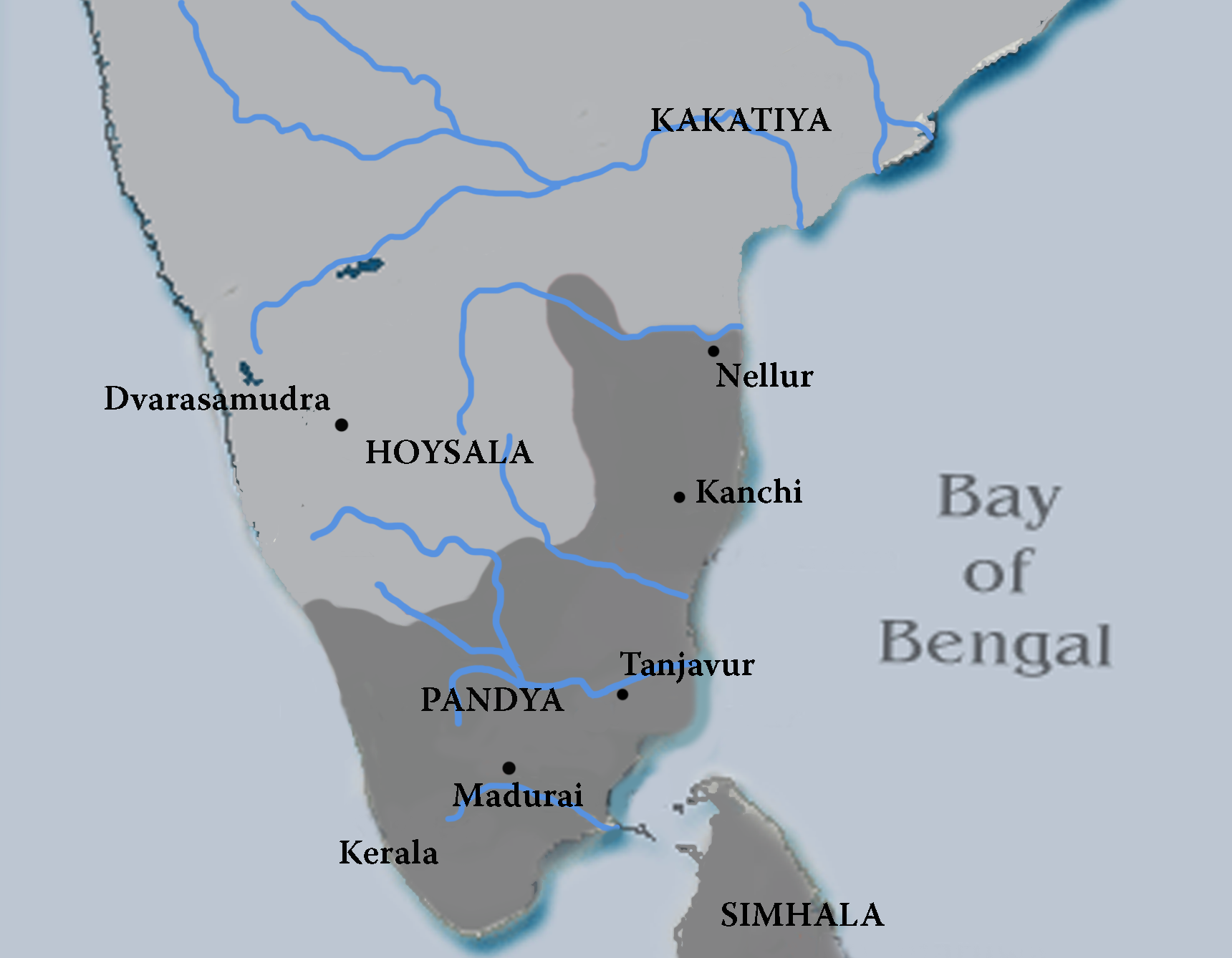
Territoris que pagaven tribut a l'Imperi Pandya cap a 1250, entre els quals es trobava el que més tard va correspondre al regne de Jaffna.

Després de la conquesta de Rajarata, Maga va desplaçar la capital a la península de Jaffna, que considerava millor protegida per les selves, i va governar com a vassall de l'Imperi Cola de Tanjore. Un cacic d'origen malai, de Tambralinga —en l'actual Tailàndia—, denominat Chandrabanu va envair l'illa, políticament fragmentada, el 1247. Encara que el rei Parakramabahu II (1236-70) de Dambadeniya va aconseguir repel·lir l'atac, Chandrabanu es va traslladar al nord i en 1255 va usurpar el tron de Maga. Posteriorment, Sadayavarman Sundara Pandya I va envair Sri Lanka i va derrotar a l'usurpador del tron de Jaffna. Sadayavarman va forçar a Chandrabanu a sotmetre's a l'autoritat de Pandya i a pagar tribut a l'imperi. Més tard Chandrabanu va tornar a emprendre una nova invasió del regne singalés, però va ser vençut i mort pel germà de Sadayavarman, Vira Pandya I. L'Imperi Pandya va envair Sri Lanka per tercera vegada durant el govern de Arya Cakravarti, qui va establir el Regne de Jaffna.

### Dinastia Aryacakravarti
Quan Chandrabhanu va intentar per segona vegada envair el sud de l'illa, l'Imperi Pandya novament va donar suport al rei singalés; mort Chandrabhanu el 1262, va imposar en el tron a Aryacakravarti, el ministre encarregat de la invasió. Aprofitant-se de la creixent vulnerabilitat de l'Imperi Pandya motivada per les freqüents invasions musulmanes, els diversos monarques de la dinastia Aryacakravarti van proclamar la independència del Regne de Jaffna, que va esdevenir una potència regional a l'illa. Tots els reis posteriors de Jaffna van afirmar ser descendents d'un tal de Kulingai Cakravarti, al que s'identifica amb Kalinga Maga, encara que van mantenir el cognom de Pandya.

Extensió màxima del Regne de Jaffna, entorn del 1350.

En termes polítics, durant els segles xiii i xiv la dinastia va ser una potència econòmica en creixement, a la qual tots els regnes de la regió pagaven tribut. No obstant això, es va enredar en diversos conflictes amb el Regne de Bisnaga —amb capital a Vijayanagara en el sud de l'Índia— i amb el de Kotte, en el sud del Sri Lanka. Com a conseqüència d'aquests el regne de Jaffna es va fer vassall del de Bisnaga, i va perdre fins i tot la independència a les mans del de Kotte entre 1450 i 1467. Gràcies a la desintegració d'aquest i la fragmentació del Regne de Bisnaga, Jaffna va recuperar novament la independència. El regne mantenia relacions comercials i polítiques estretes amb el de Thanjavur (Tanjore) en el sud de l'índia, així com amb el de Kandia (Kandy) i alguns territoris que havien estat del regne de Kotte. Durant aquest període es van erigir diversos temples hindús i va prosperar la literatura, tant en llengua tamil com en sánscrit.

### Conquesta de Kotte i restabliment
A conseqüència d'una sèrie d'enfrontaments esdevinguts al llarg del segle xv, el veí regne de Kotte va conquistar finalment el de Jaffna. La conquesta la va dirigir Bhuvanekabahu VI de Kotte, fill adoptiu del rei Parakrama Bahu VI (1410/1412/1415-1467). Primer va sotmetre als diversos cacics tributaris del regne de Jaffna a la regió nord de l'illa; després es van lliurar dues guerres que van acabar amb la submissió de Jaffna. En la primera guerra de conquesta la sort no va afavorir a Bhuvanekabahu i únicament després de la segona va aconseguir apoderar-se del regne rival. Aquestes guerres van tenir lloc en 1449-50 i 1453-4. Després del seu derrocament, el ex-monarca Aryacakravarti i la seva família es van exiliar al sud de l'Índia. Després de disset anys de govern de Bhuvanekabahu VI, aquest va haver de tornar a Kotte a causa de la mort del seu pare, la qual cosa va permetre que Kanakasooriya Cinkaiariyan s'apoderés del regne i recobrés la independència el 1467.

### Decadència i dissolució

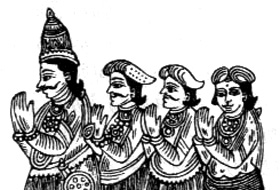
Família real de Jaffna; a l'esquerra Cankili I (1478–1519), que va repel·lir les primeres incursions de l'Imperi portuguès.

Situació territorial a Sri Lanka en 1521, després de la divisió del Regne de Kotte. Es mostra el Regne de Jaffna en l'extrem nord de l'illa i els territoris dependents.

Els colons portuguesos van arribar a Sri Lanka el 1505. Les seves primeres incursions van tenir com a blanc el regne de Kotte, en la costa sud-oest de l'illa, a causa del lucratiu monopoli del comerç d'espècies del que gaudia i que era d'interès pels portuguesos. El Regne de Jaffna va atreure l'atenció de les autoritats portugueses a Colombo per diversos motius, entre ells la seva interferència amb les activitats dels missioners catòlics, que es creia que afavorien els interessos portuguesos, i el suport que Jaffna prestava a les faccions antiportugueses del Regne de Kotte, com per exemple la formada pels cacics de Citavaca. El regne de Jaffna també funcionava com a base logística pels de Kandia (Kandy), situat a les muntanyes centrals de l'illa i que mancava de ports, pel qual Jaffa era el punt d'entrada de l'auxili militar provinent de l'Índia meridional. A més d'això i a causa de la seva localització estratègica, es temia que el regne de Jaffna pogués ser el lloc on desembarquessin colons holandesos. El rei Cankili I va rebutjar tot contacte amb els portuguesos, arribant a assassinar entre sis-cents i set-cents catòlics paravares a l'illa de Rajar. A aquests catòlics se'ls havia portat de l'Índia per gestionar els lucratius cultius de perles dels monarques de Jaffna.

#### Estat client

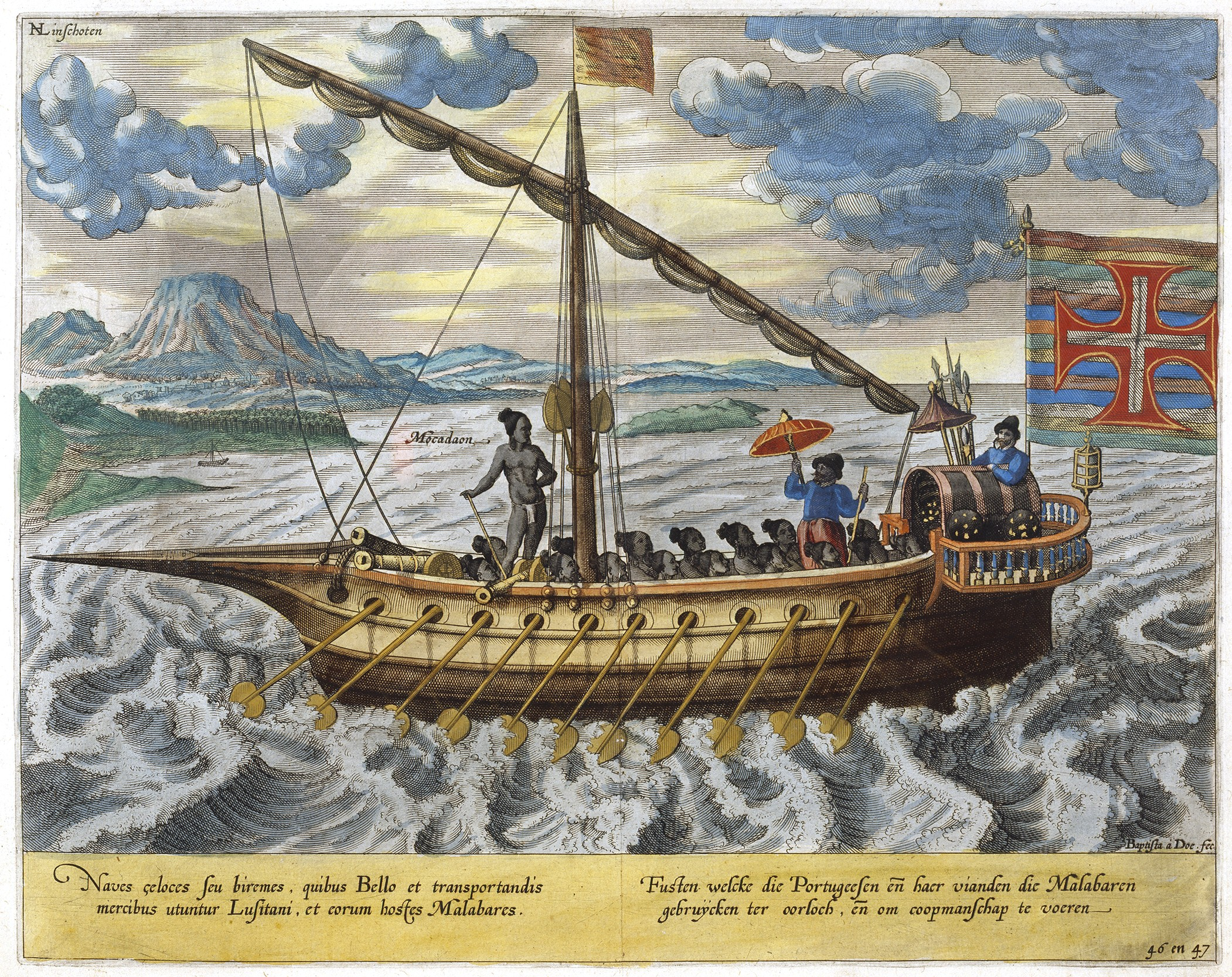
Fusta usada pels portuguesos durant les conquestes a l'illa de Ceilan.

La primera expedició portuguesa, manada pel virrei Constantino de Bragança en 1560, no va aconseguir conquistar del regne, encara que va aconseguir subjugar l'illa de Rajar. Encara que les circumstàncies no estan clares, al voltant de 1582 el regne de Jaffna pagava a Portugal un tribut de deu elefants o l'equivalent en diners. En 1591, durant la segona expedició capitanejada per André Furtado de Mendonça, el rei Puviraja Pandaram va resultar mort, i els portuguesos van col·locar en el tron al seu fill Ethirimanna Cinkam. Encara que amb renuència, el nou monarca va concedir als missioners catòlics total llibertat i als colons portuguesos el monopoli de l'exportació d'elefants. Entre 1593 i 1635, no obstant això, el rei va col·laborar amb el Regne de Kandy facilitant-li l'obtenció de reforços militars del sud de l'Índia amb l'objectiu d'enfortir la resistència d'aquest al domini portuguès. Durant aquest període, va mantenir l'autonomia del regne sense provocar obertament als portuguesos.

#### Conquesta portuguesa

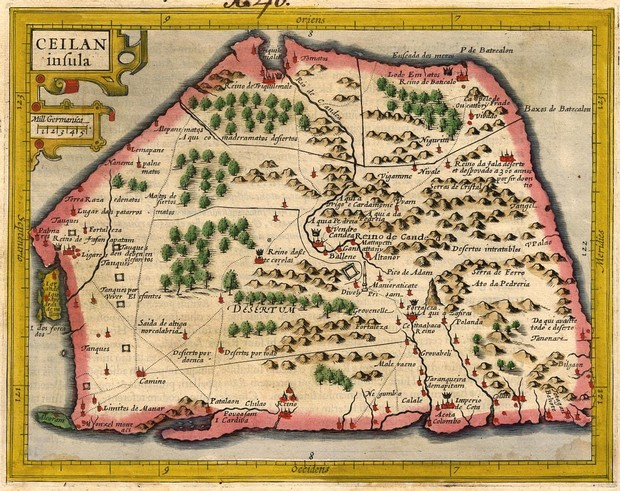
Mapa de Ceilan durant el domini portuguès, al segle xvi.

Després de la mort de Ethirimana Cinkam el 1617, un usurpador de nom Cankili II va ascendir al tron després d'haver assassinat al regent nomenat pel rei mort. Incapaç d'aconseguir el beneplàcit portuguès, Cankili II va sol·licitar ajuda militar a Thanjavur i va autoritzar als corsaris de la costa de Malabar perquè utilitzessin una base a l'illa de Neduntheevu, la qual cosa va crear una amenaça directa a les rutes de navegació portugueses en l'estret de Palk. Cankili II comptava amb el suport dels governants de Kandy i, possiblement va rebre auxili militar del Regne de Thanjavur.
Al juny de 1619 els portuguesos van organitzar dues expedicions: una naval que va ser repel·lida pels corsaris de la costa Malabar i una altra terrestre, dirigida per Filipe d'Oliveira, al capdavant d'un exèrcit de cinc mil homes, que va derrotar a Cankili II i es va ensenyorir de Jaffna. El rei i tots els membres de la família real que van sobreviure a la incursió van ser capturats i enviats a Goa, on el ex-monarca va ser penjat. Als altres presoners se'ls va encarir que es fessin monjos o monges, amb l'objectiu que no engendressin nous pretendents al tron de Jaffna.

#### De la conquesta portuguesa a la conquesta holandesa

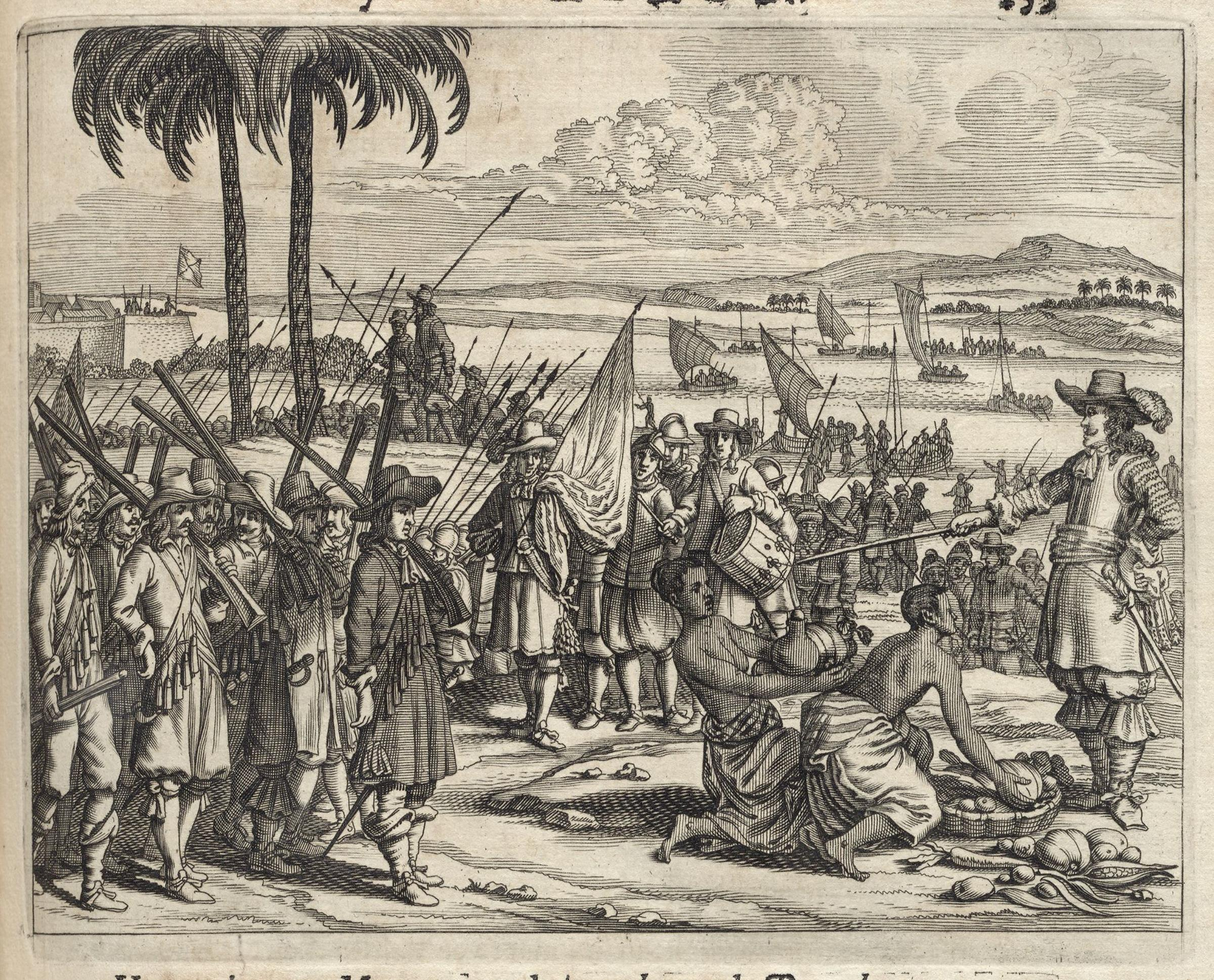
Conquesta de Jaffna pels holandesos en 1658, després de dos mesos de setge a les forces portugueses a la Fortalesa de Nostra Senyora dels Miracles.

Al llarg dels quaranta anys següents, van esclatar diverses fallides rebel·lions contra els colons portuguesos, dos de les quals les va acabdillar Migapulle Arachchi; una altra va tenir lloc després de la invasió de Senerat I de Kandy. Durant el transcurs d'aquestes rebel·lions, les forces portugueses van destruir la major part dels temples hindús i la biblioteca de Nalur, on es trobaven en dipòsit totes les obres literàries del regne. A causa dels impostos excessius, la població de Jaffna va disminuir gradualment. Molts habitants es van refugiar a Ramanathapuram, a l'Índia, i en els districtes vanni del sud de la península. El comerç exterior es va ressentir greument, encara que els elefants, la principal exportació de Jaffna, van continuar venent-se als diversos regnes del sud de l'Índia i enviant-se a Lisboa. No obstant això, el declivi econòmic va fer que incomptables béns deixessin d'importar-se. Fernão de Queirós, el més important cronista portuguès de l'època colonial de Sri Lanka, refereix que durant el domini portuguès de Jaffna els locals estaven reduïts a la misèria absoluta.
Els exploradors holandesos van arribar a l'illa de Ceilan durant el regnat de Rajasinghe II de Kandy. En 1638, el rei va signar un tractat amb la Companyia Holandesa de les Índies Orientals per expulsar els portuguesos, que governaven la major part de les regions costaneres. Com a conseqüència de la guerra neerlandoportuguesa, el 1656 la ciutat de Colombo va capitular davant els holandesos. No obstant això, aquests van conservar les zones que havien arrabassat als portuguesos, infringint amb això els termes del tractat signat en 1638. El 22 de juny de 1658, les forces holandeses comandades per Rijckloff van Goens van emprendre una ofensiva contra la colònia portuguesa i es van apoderar de la fortalesa de Jaffna després d'un setge de dos mesos. Jaffna va passar així a poder dels holandesos.

## Administració

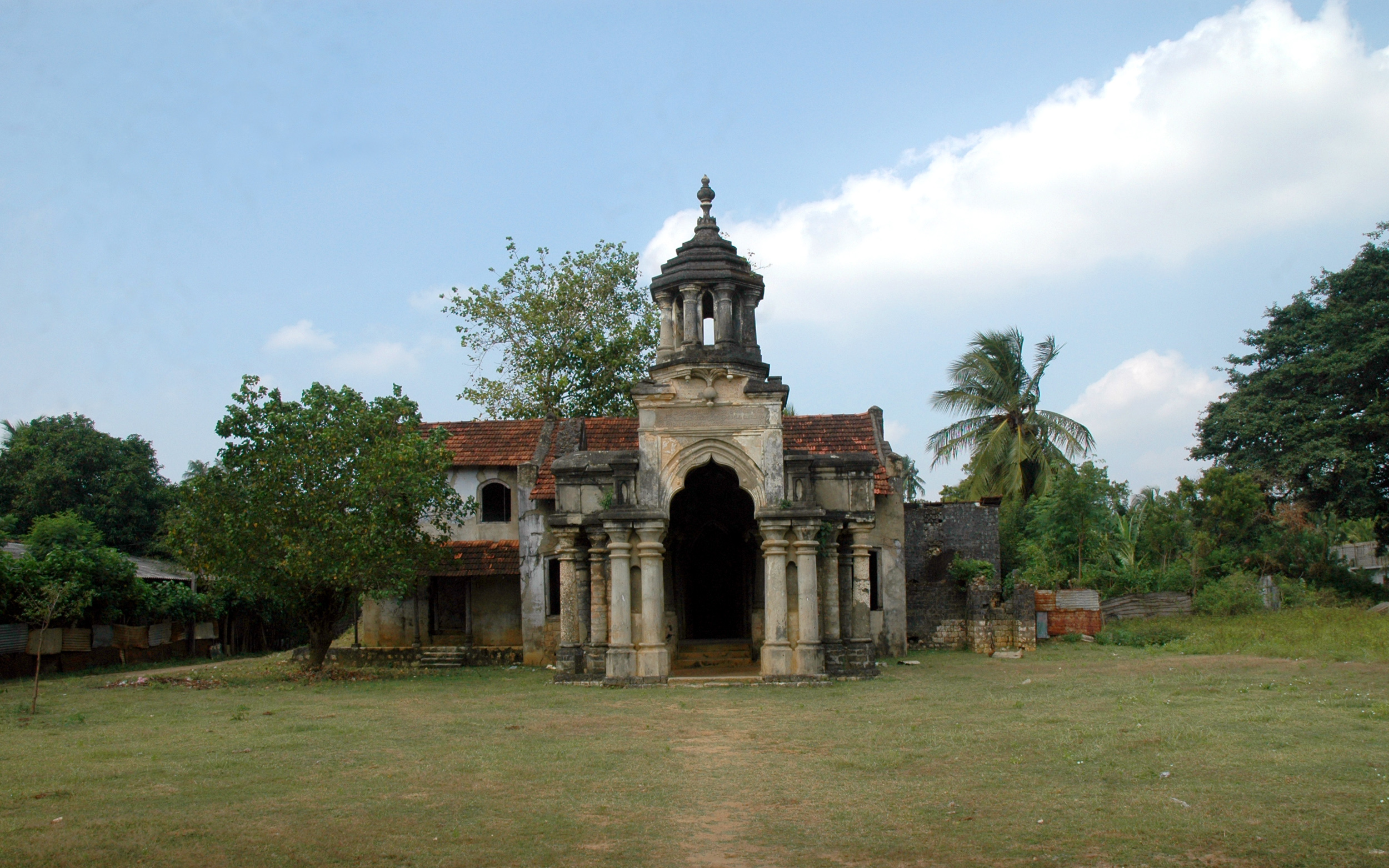
Ruïnes del palau de Jaffna, residència dels ministres, més tard usat per l'administració portuguesa i holandesa

Segons Ibn Batuta, un cronista itinerant marroquí, al voltant de 1344 el regne tenia dues capitals: una en Nalur, en el nord, i una altra durant l'època de les perles era Puttalam, a occident. El regne pròpiament dit, que corresponia a la península de Jaffna, estava constituït per diverses províncies que es dividien en parrus i ur. Les parrus eren les grans propietats o unitats territorials de gran dimensió, mentre que els ur eren petites viles o llogarets i constituïen la unitat territorial més petita. El territori era administrat de forma jeràrquica. En l'àpex de la jerarquia estava el rei, el tron del qual era hereditari i passava generalment al fill major. A continuació en la jerarquia estaven els adikaris, o governadors de província. En el nivell inferior estaven els mudaliyar, que actuaven com a jutges i intèrprets de les lleis i de les tradicions locals. Tenien també el deure supervisar les províncies i d'elaborar informes per a les instàncies superiors. Més avall en la jerarquia es trobaven els kankanis, o superintendents, responsables de l'administració fiscal, i els kanakkappillais o pandarapillai, comptables responsables del manteniment dels registres.
El maniyam era el responsable del parrus. Comptava amb la cooperació dels mudaliyars, als quals, al seu torn, ajudaven els udaiyars, persones amb autoritat sobre un llogaret o un grup de llogarets. Els udaiyars eren també els encarregats de mantenir la llei i l'ordre i col·laboraven en la realització dels censos i en la recaptació d'impostos a la seva zona d'influència. El cap de cada llogaret es denominava talaiyari, paddankaddi o adappanar, i participava en el cobrament d'impostos i en el manteniment de l'ordre al seu territori. A més d'això, cada casta tenia un dirigent que supervisava el compliment de les obligacions i deures dels seus membres.

### Relació amb els feus
Al sud de la península de Jaffna, el territori que correspon actualment a les províncies del Nord-Central i Oriental, es trobava la regió dels vannimai. Aquest territori estava escassament poblat i el governaven cacics tribals menors que es denominaven vanniar. Els vannimai propers a la frontera sud de la península i els de el districte de Trincomalee pagaven un tribut anual al Regne de Jaffna, en comptes d'impostos. El tribut es pagava generalment en diners, cereals, mel, elefants o ivori. Aquest sistema de pagament anual únic es va establir a causa de la llunyania d'aquests territoris de la capital. Durant els primers anys i fins al voltant de mitjans del segle xiv, els regnes cingaleses de les regions occidentals, meridionals i centrals de l'illa també van ser feus del regne de Jaffna, fins al moment en què el propi regne va ser ocupat per l'exèrcit de Parakramabahu VI el 1450, situació en la qual va estar prop de disset anys. Cap a principis del segle xvii, Jaffna també administrava un enclavament en el sud de l'Índia anomenat Madalacotta.

## Economia

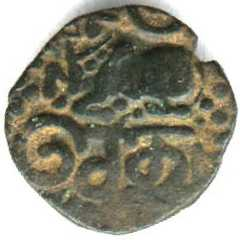
Revers d'una moneda, amb la inscripció setu en tamil.

Fins al segle xiv, l'economia del regne de Jaffna es basava gairebé exclusivament en l'agricultura de subsistència. No obstant això, a partir de llavors, es va diversificar i es van intensificar els intercanvis comercials amb les regions de l'oceà Índic. Ibn Battuta va observar durant la seva visita en 1344 que el regne tenia ja una economia mercantil amb una vasta xarxa de contactes ultramarins. Els intercanvis comercials es realitzaven principalment amb el sud de l'Índia, territori amb el qual el regne va establir una relació d'interdependència comercial. El vessant no agrícola de l'economia del regne es va enfortir gràcies a la pesca intensiva en la costa, a la gran quantitats de persones amb vaixells i a les noves oportunitats de comerç marítim. A la capital real, en el port i als centres mercantils residien grups de comercials influents, arribats allí des del sud de l'Índia. Es van fundar també centres de producció artesanal i de treballadors especialitzats –fusters, paletes, joiers, etc.. Així, durant els últims segles del regne, va existir una activitat socioeconòmica plural, mescla d'agricultura, activitats marítimes i producció artesanal.
El feudalisme en el regne de Jaffna no era tan accentuat com en altres regnes de Sri Lanka, com el de Kotte o el de Kandy (Kandua pels portuguesos). La seva economia es basava més en transaccions monetàries que en intercanvi de productes. Tant l'exèrcit com els funcionaris eren grups socials assalariats. Les forces de defensa de Jaffna no estaven al servei dels feus i els soldats que servien al rei rebien les seves soldades en diners. Als funcionaris del regne i als mudaliyars també se'ls retribuïa en diners. Al contrari dels establiments budistes del sud de l'illa, els diversos temples hindús de Jaffna sembla que no posseïen grans extensions de terreny; el seu manteniment depenia del pressupost del regne i de les ofrenes dels creients. Aquestes tres institucions consumien prop de 60 % dels ingressos del regne i 85 % de la despesa pública. Moltes dels impostos del regne també s'abonaven en diners, excepte part del tribut dels feus vacants. No obstant això, malgrat la generalització de l'ús de diners, persistien encara alguns pagaments en gènere, tals com les ofrenes en arròs, plàtan, llet, peix sec i quallada. Alguns habitants tenien l'obligació de prestar serveis personals no remunerats denominats uliyam (similars a les corveas). El govern encunyava diversos tipus de monedes per a la seva circulació. Alguns d'aquests tipus s'engloben en la categoria anomenada setu; aquests es van emetre entre 1248 i 1410 i es troben en gran quantitat a la regió nord de Sri Lanka. L'anvers d'aquest tipus de monedes presenta una figura humana flanquejada per llums, mentre que el revers presenta el símbol de Nandi i la inscripció Setu en llengua tamil, coronats tots dos per una lluna en quart creixent.

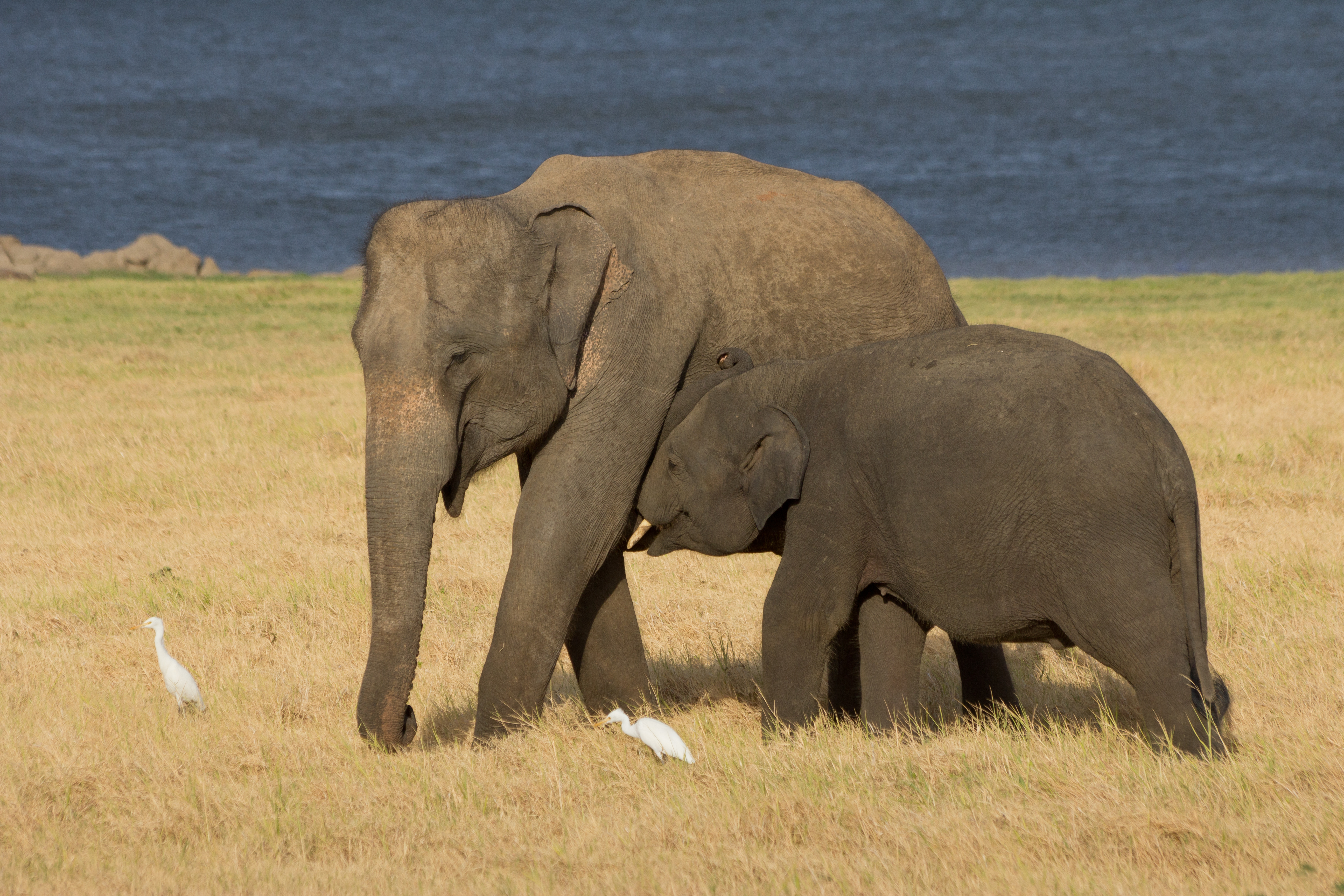
El comerç i exportació del efelfant singalès era una de les principals activitats econòmiques del regne.

Al moment de la conquesta portuguesa en 1619, el regne, en aquesta època estava limitat a la península de Jaffna, comptava amb uns ingressos d'onze mil set-cents pardaos, dels quals el 97 % provenien de l'explotació de la terra o de recursos relacionats amb el territori. A més dels impostos relacionats amb la terra, existien uns altres, com l'impost sobre els horts, aplicat a les plantacions de plàtan del pa, cocoters i nous de betel, el cultiu de les quals exigia reg freqüent amb aigua de pou. L'impost sobre arbres s'aplicava a determinades varietats, com la palmera de Palmira o la margosa. Els impostos professionals es recaptaven entre els membres de cada casta o gremi. Entre els comercials estava el «impost del segell», aplicat sobre el vestuari (el vestuari no podia vendre's en privat i requeria un segell oficial), l'impost sobre els aliments i els aranzels.
Un dels principals ports de la península se situava en Columbuturai, on existia un servei regular de barcasses amb la resta de l'illa. Els elefants provinents dels territoris poc poblats i dels regnes singalesos del sud de l'illa es transportaven a Jaffna per ser venuts a estrangers. El principal port d'embarcament era una badia actualment denominada Kayts, una forma abreujada del terme portuguès «molls dels elefants» (cais dos elefantes).

## Cultura

### Religió

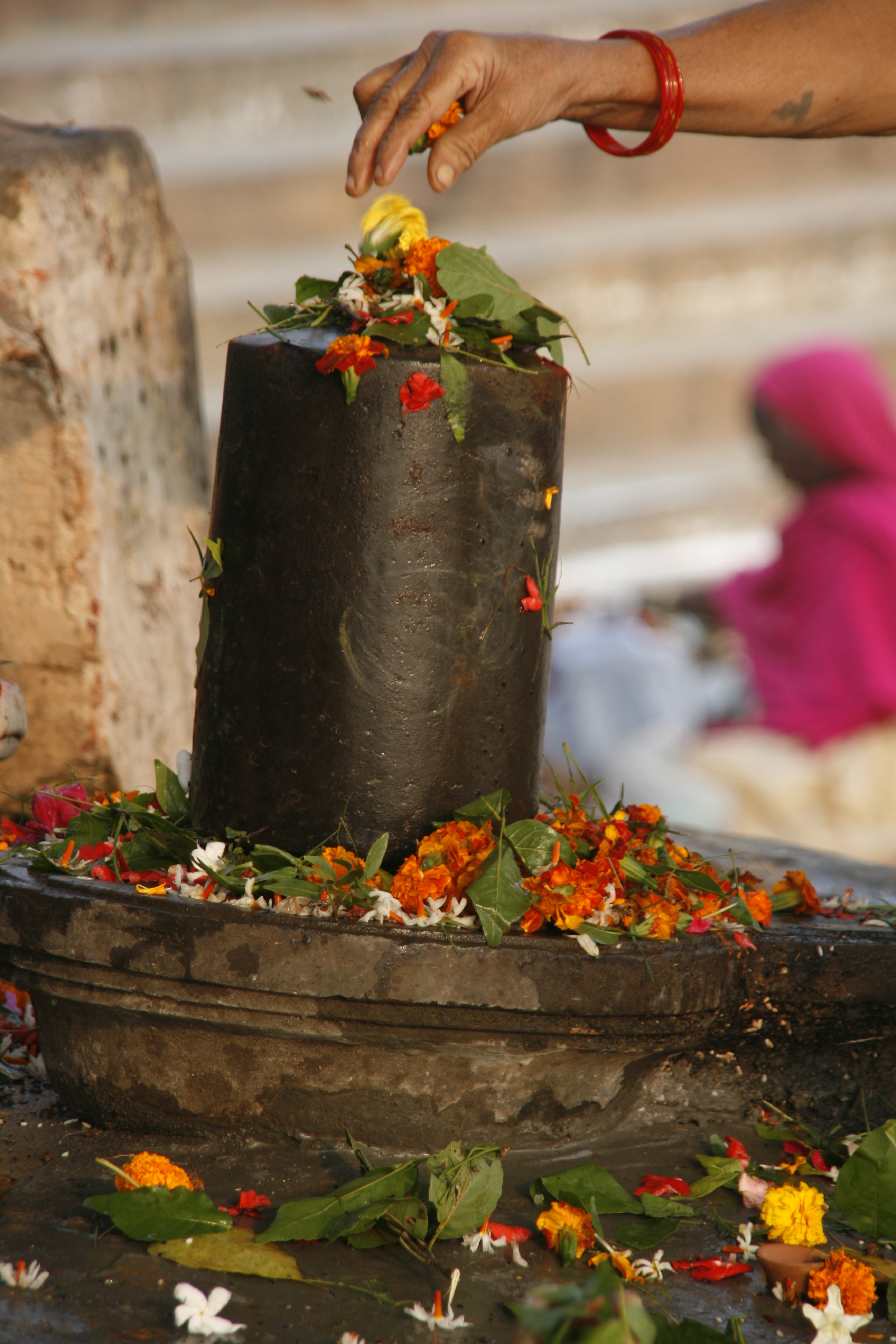
Gran part de la població venerava a Xiva, a qui oferia flors en els lingam presents en els altars.

El xivaisme, una secta de l'hinduisme, havia tingut una presència contínua a Sri Lanka des dels temps dels primers colonitzadors indis. Les pràctiques hindús tenien àmplia acceptació, i s'integraven fins i tot en les pràctiques religioses budistes. Durant el domini de la dinastia Cola, al voltant dels segles ix i x, l'hinduisme va ser reconegut com a religió oficial del regne. La literatura de l'època retrata a Kalinga Maga, el govern de la qual va succeir al domini Cola, com a promotor de l'hinduisme. Com a religió d'estat a Jaffna, el xivaisme gaudia de diversos privilegis. La dinastia Aryacakravarti era bastant conscient dels seus deures de protector del xivaisme a causa del mecenatge dels seus avantpassats del temple de Rameswaram, un important centre de peregrinació hindú a l'Índia. A més, un dels títols adoptats pels monarques era el de setukavalan, o protector de Setu, un altre nom de Rameswaram. Setu era també el nom de la unitat monetària de la dinastia i apareixia sovint en diverses inscripcions.
Gran part de la població tenia a Xiva com a divinitat principal i existia una profusió d'altars dedicats a ell, on és col·locaven diversos lingam. També es reverenciaven els altres déus del panteó hindú, com Murugan, Ganesha i Kali. En els llogarets era també comú la veneració de diverses deïtats locals i de kannaki, comuna també entre els singalesos del sud. Tal com en la resta d'Àsia Meridional, també estava estesa la creença en talismans i esperits malignes.
No obstant això, el budisme va ser la religió dominant del regne de Jaffna fins al voltant del 1550, data en la qual Cankili I va expulsar els budistes singalesos de la ciutat de Jaffna i va destruir gran part dels seus llocs de culte. Entre els més destacats llocs de culte budista en el regne de Jaffna estaven Naga-divayina (actualment Nainativu), Telipola, Mallagama, Minuvangomu-viharaya i Kadurugoda (actual Kandarodai), dels quals solament es conserva el temple budista de Nainativu.

#### Temples
En el regne existien diversos centenars de temps hindús dispersos. Alguns tenen gran importància històrica, com el temple de Koneswaram a Trincomalee o el de Ketheeswaram a Manar. Les cerimònies i festivals eren semblants als quals se celebren segles després en el sud de l'Índia. En les cerimònies s'usava la literatura litúrgica tàmil. Entre les principals celebracions estaven l'Any Nou hindú, a mitjan mes d'abril, i festivitats com el Navratri, Diwali, Maha Shivaratri o el Pongal, així com altres que eren part del quotidià, com les noces, funerals i ritus de pas a l'edat adulta.
S'atribueix a Bhuvanekabahu VI, que va governar el regne de Jaffna com a vassall del regne de Kotte, la construcció o renovació del temple de Nallur Kandaswamy. A Singai Pararasasegaram es creu que es deu la construcció dels temples de Satanatar, Vaicunta Pilaiar i Veera-Caliamman. Va ordenar fins i tot la construcció d'una llacuna artificial denominada Yamuneri, que s'omplia amb aigua del riu Yamuna de l'Índia septentrional, que els hindús tenien per sagrada. El rei era també un visitant assidu del temple de Koneswaram, com també ho va ser el seu fill i successor Cankili I. El rei Jeyavira Cinkaiariyan va reunir la història i tradicions del temple, recopilades en forma de crònica en l'obra Dakshina Kailasa Puranam. La pròpia monarquia gestionava els principals temples i pagava un salari als operaris, al contrari que en l'Índia i la resta de Sri Lanka, on els establiments religiosos eren entitats autònomes que se sostenien gràcies als ingressos provinents de la gran quantitat de terres que posseïen.

### Societat

#### Estructura de castes

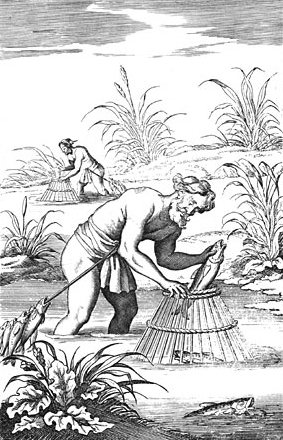
Agricultors singalesos pescant en un estany durant l'estació seca.

L'organització social de la població del Regne de Jaffna tenia per base un sistema de castes dominat pels propietaris i l'elit agrícola illenca. Aquest sistema era molt similar a l'estructura de castes del sud de l'Índia i tenia algunes semblances amb l'organització social dels regnes cingaleses del centre i sud de l'illa, on la casta govigama era la dominant i l'estat de la qual era sol inferior al de la família real. Els reis Aryacakravarti i la seva família més propera es arrogaven la pertinença a la casta brahma-kshatriya, la qual cosa significa que es consideraven brahmans (sacerdots) amb autoritat militar. Sota d'ells se situaven en l'escala social els agricultors –les castes vellalar i madapalli–; d'aquest grup provenia la major part dels mudaliyars dels senyors feudals, que eren els amos de la major part dels terrenys agrícoles. Sota els vellalar estaven els koviar, també dedicats a l'agricultura. Les persones pertanyents a les castes de pescadors, denominades col·lectivament karaiyar, eren independents de l'estructura social agrícola. Els chettiar eren comerciants i propietaris dels temples hindús. Les castes pallar i nalavar agrupaven als agricultors sense terra. Les altres ocupacions estaven incloses en altres castes. Les persones de la casta paria vivien en poblacions segregades de la resta i són comparables amb els intocables de les regions contemporànies de Tamil Nadu i Kerala en el sud de l'Índia.

#### Mercenaris i mercaders
En el Regne de Jaffna era comú la presència de singalesos, mercaders musulmans i de pirates d'ètnia mapila i mora. El rei i l'exèrcit empraven mercenaris de diverses ètnies i castes hindús, com els telugus i els malayalams de la regió de Kerala. El regne també servia de refugi de rebels del sud de l'illa que buscaven asil després de cops d'estat fracassats.
La primera literatura historiogràfica de Jaffna –el Vaiyaapaadal, datat al segle xiv-xv d. C.– esmenta les comunitats papparavar (amazics i africans en general), kuchchiliyar (gujaratis) i choanar (àrabs). Aquestes comunitats s'englobaven en la casta dels pa’l'luvili, que es creu corresponia a cavallers de fe musulmana i que és exclusiva de Jaffna. Un cens holandès realitzat en 1790 registra encara 196 homes adults contribuents pertanyents als pa’l'luvili, la qual cosa significa que la identitat i la professió es van perllongar fins al domini holandès. El mateix cens registra als choanakar en una comunitat separada composta per 192 homes adults.

#### Lleis

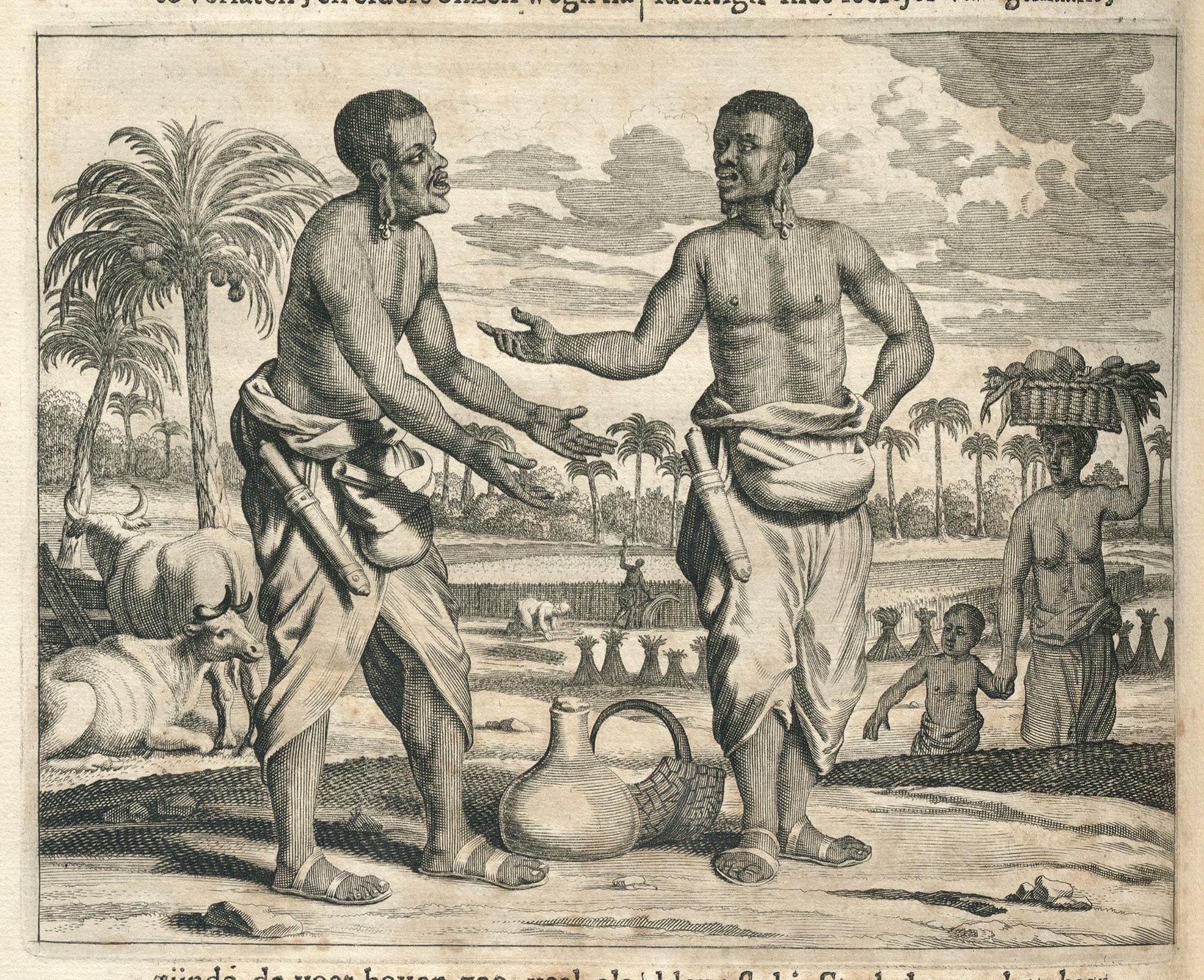
Habitants de Jaffna en un gravat holandès del segle xvii. Els lòbuls de les orelles dels homes en primer pla han estat eixamplats per peces de joieria.

Durant el domini Aryacakravarti, les lleis que regien la societat tenien per base la mescla d'un sistema social matriarcal, d'arrels antigues, i un sistema polític patriarcal. Aquestes lleis semblen haver coexistit com a lleis consuetudinàries que interpretaven els mudaliyars locals. Alguns historiadors destaquen la semblança, en alguns aspectes com la qüestió de l'herència, amb la llei actual de la Aliyasantana de la regió tulu de l'Índia. La jurisprudència islàmica i el dret hindú de la veïna Índia també van influir en les lleis del regne. Aquestes lleis consuetudinàries van ser codificades i impreses més tard, ja durant el domini holandès, el 1707. La regla deguda als costums més antics sembla haver estat la de l'herència matrilineal. Però quan l'estructura social va passar a basar-se en un sistema patriarcal, es va instaurar una regla idèntica per a l'herència masculina. Així, els béns paterns (muthusam o herència paterna) passaven als fills homes, mentre els materns (chidenam, dot o herència materna) quedaven reservats a les filles. D'aquesta manera si moria una germana, el seu dot passava a la germana següent; si era un germà el que moria, la seva propietat es repartia entre els seus germans, però no entre les seves germanes. La raó per a això era que, en una família patriarcal, cada germà formava una unitat familiar, però tots els germans eren agnats; quan un d'ells moria els seus béns es distribuïen entre els restants agnats.

### Literatura i educació
El monarca era el mecenes de la literatura i l'educació. Les escoles en els temples i les classes dels mestres tradicionals de gurukulam (Thinnai Pallikoodam en tamil) garantien l'educació bàsica i religiosa a les classes privilegiades. Els estudis es donaven en tàmil i sànscrit. Durant el regnat de Jayavira Singaiariyan es van escriure diversos tractats sobre ciències mèdiques (Segarajasekaram), astrologia (Segarajasekaramalai) i matemàtiques (Kanakathikaram). Durant el de Kunavira Singaiariyan, es va concloure el Pararajasekaram, un tractat sobre ciència mèdica. En el de Singai Pararasasekaran, es va fundar a Nallur una acadèmia per a la difusió de la llengua tàmil. L'acadèmia recollia i conservava manuscrits antics i disposava d'una biblioteca denominada Saraswathy Mahal. S'atribueix a Arasakesari, cosí de Singai Pararasasekaran, la traducció al tàmil del clàssic sànscrit Raghu-vamsa. Entre altres obres literàries d'importància històrica redactades abans de la colonització europea s'esmenta el Vaiyapatal, escrit per Vaiyapuri Aiyar.

### Arquitectura

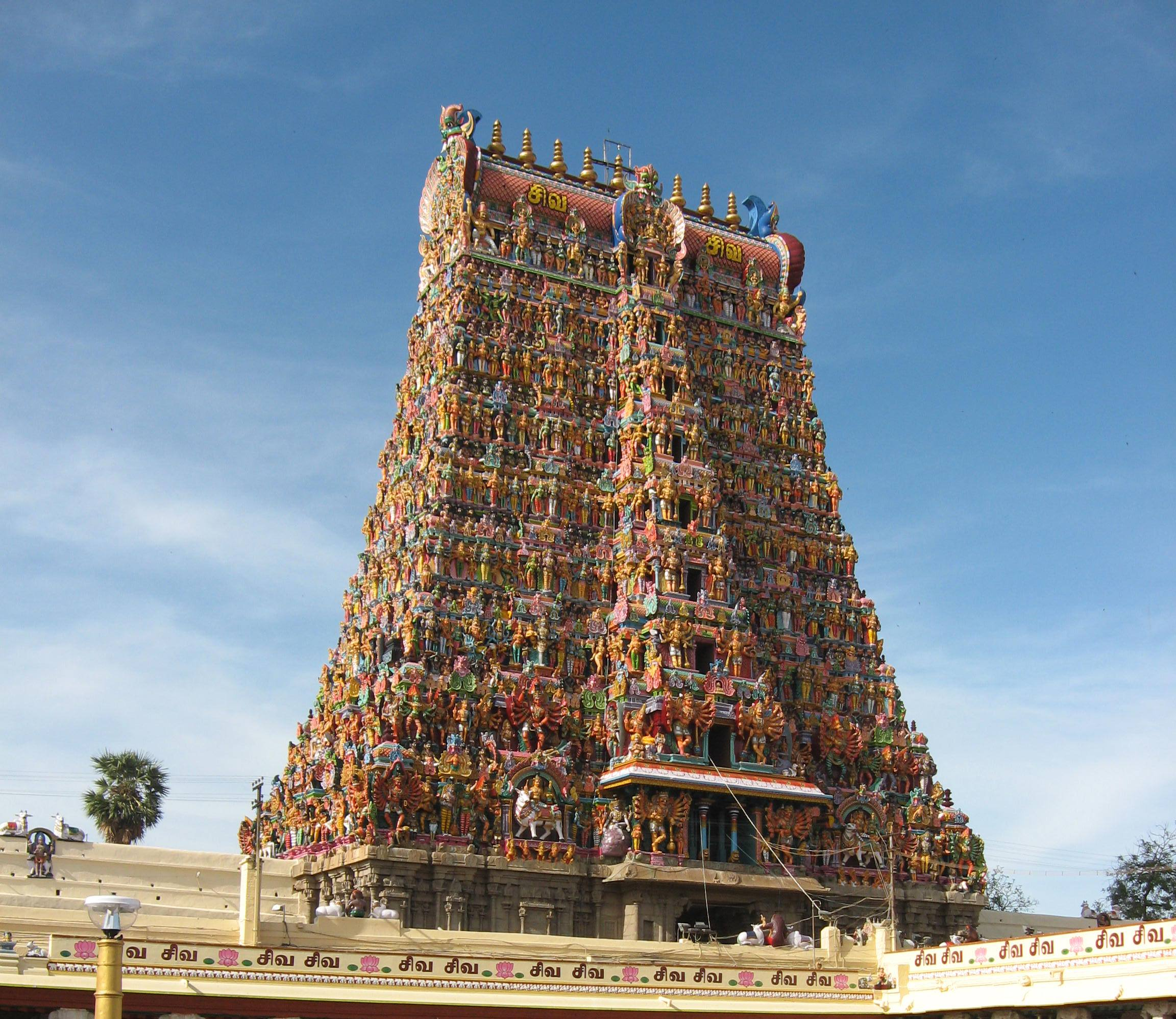
Molts dels temples hindús de Jaffna van ser construïts a imatge del temple de Meenakshi Amman, en l'Índia (en la imatge). No obstant això, van ser destruïts durant la colonització portuguesa.

L'art i arquitectura del Sri Lanka van rebre la influència de successives fases de l'arquitectura dravídica del sud de l'Índia, encara que l'edat més prolífica de l'art i l'arquitectura monumentals sembla que va acabar al segle xiii. Els temples construïts pels tàmils d'origen indi a partir del segle x pertanyen a la variant Madurai del període Vijayanagar. Una de les principals característiques d'aquest estil són les gopura –torres profusament ornamentades amb escultures sobre l'entrada dels temples. No obstant això, cap d'aquestes importants construccions religioses d'aquest estil arquitectònic erigides al territori del regne de Jaffna va sobreviure a la destrucció esdevinguda durant el domini portuguès.
La capital Nallur es va disposar d'acord amb el pla habitual de les ciutats-temple de les tradicions hindús. Existien quatre punts d'entrada, amb les seves respectives portes. La ciutat comptava amb dues carreteres principals i amb un temple en cadascuna de les quatre entrades. Les reconstruccions de temples existents actualment no es troben en els llocs originals, ja que aquests van ser ocupats per esglésies construïdes pels portuguesos. Al centre de la ciutat es trobava el mercat –Muthirai Santhai– envoltat per una fortificació. Existien quatre edificis destinats a la Cort, els sacerdots brahmans i l'exèrcit. L'antic temple de Nallur Kandaswamy funcionava també com a fortalesa defensiva i tenia unes muralles d'altura considerable.